# Атлас Средиземья
«Атлас Средиземья» (англ. The Atlas of Middle-earth) — созданный Карен Уинн Фонстад географический атлас вымышленного мира Средиземья английского писателя Джона Р. Р. Толкина. Первое издание атласа было опубликовано в 1981 году. В нём были карты, иллюстрирующие события книг «Хоббит, или Туда и обратно», «Властелин колец» и «Сильмариллион». В атласе присутствуют карты разного уровня детализации, от больших стран до городов и отдельных зданий, а также карты битв, например битвы на Пеленнорских полях. Карты сгруппированы по временным периодам, включая Первую, Вторую и Третью эпохи Средиземья; отдельные главы посвящены «Хоббиту» и «Властелину колец». В последней главе приведены карты климата, растительности, плотности населения и языков Средиземья.
Атлас был позитивно принят исследователями Толкина, считается «каноническим», авторитетным и наиболее полным сборником карт Средиземья, хотя в нём есть ряд неточностей.

## Контекст
Карен Уинн Фонстад окончила Оклахомский университет и имеет степень магистра географии со специализацией в области картографии. Работала директором картографической службы в Университете Висконсин-Ошкош, но впоследствии стала составлять атласы для вымышленных миров.
Средиземье — континент вымышленной вселенной Арды в легендариуме Дж. Р. Р. Толкина, место действия книг «Хоббит, или Туда и обратно» (1937) и «Властелин колец» (1954—1955). Сам Толкин нарисовал карты для каждой своей книги.

## Книга

### История публикации
«Атлас Средиземья» был впервые опубликован в твёрдом переплёте издательством Houghton Mifflin в США 29 мая 1981 года. Переработанное и исправленное второе издание атласа было опубликовано в 1991 году, когда Кристофер Толкин уже опубликовал восемь томов «Истории Средиземья». Лондонское издательство HarperCollins переиздавало исправленное издание «Атласа Средиземья» в 1994, 1999, 2016 и 2017 году.

### Подход

Фонстад сравнивает холмы Эмин Муйл в Гондоре с Вельдом в графстве Кент, так как оба имеют пару обращённых вниз спусков

В «Атласе Средиземья» представлено множество детальных карт земель, описанных в книгах Толкина. Карты нарисованы по всем правилам картографии и выглядят как реальный атлас. Учтена история земель и география на более широком масштабе. Фонстад пытается объяснить происхождение некоторых геологических формаций. Так, она сравнивает западный Эмин Муйл в Гондоре с его двумя хребтами с реально существующим в Англии Вельдом, у которого есть пара обращённых вниз спусков (антиклиналь).
В атласе есть карты городов и даже поэтажные планы некоторых зданий. Например, Минас Тирит показан в разных разрезах, карты также снабжены текстовым описанием. В книге есть карты битв из «Властелина колец», в том числе битвы при Хельмовой Пади, битвы на Пеленнорских полях и битвы при Моранноне.

### Содержание
Карты сгруппированы по временным периодам, включая Первую, Вторую и Третью эпохи Средиземья.  Есть глава с «региональными» картами, где представлен Шир, Эриадор, Дикие земли, Мглистые горы, Белые горы и Мордор. Отдельная глава посвящена картам к повести «Хоббит, или Туда и обратно». Большая глава посвящена картам к «Властелину колец». В последней главе приведены тематические карты ландшафта, климата, растительности, плотности населения и языков Средиземья.

## Оценки

Фонстад создала «самый полный набор» карт, например карту Минас Тирита

Исследователь Толкина Верлин Флигер призналась, что она убедила Фонстад написать статью в журнал Tolkien Studies о том, как она исследовала и создавала карты для своего «Атласа Средиземья». Фонстад, будучи смертельно больной, написала свою последнюю статью «Writing 'TO' the Map». Через несколько недель она умерла. Флигер написала: «Мы скорбим из-за её ухода и чествуем её работу». Редактор журнала Tolkien Studies Дэвид Братман заметил, что «Атлас» предоставляет читателям как исторические, так и геологические карты и даже карты битв, снабжён детальными комментариями и пояснениями от автора, как именно она нарисовала эти карты на основании имеющихся у неё данных. Майкл Брисбойс в Tolkien Studies описал атлас как «проверенный», а картографы Ина Хаберманн и Николаус Кун рассматривают карты Фонстад как «определяющие географию Средиземья». Исследователь творчества Толкина Люк Шелтон назвал «Атлас Средиземья» более популярным, чем «Путешествия Фродо» Барбары Стрейчи. По его мнению, атлас не идеален, «но, безусловно, полезен», не в последнюю очередь потому, что охватывает карты Первой и Второй эпох.
Исследователь Толкина Стентор Дэниелсон заметил, что Толкин не предоставил такого же детального контекста о происхождении карт Средиземья, как он делал для собственно текстов (которые, согласно Толкину, были переводами на английский язык других текстов, например, «Алой книги»). Из-за этого поклонники Толкина рассматривают карты Средиземья как «географические факты», а не как пересказ или некую интерпретацию (возможно, искажённую), как в случае с текстами. Дэниелсон назвал «Атлас Средиземья» «авторитетным» и отметил, что, как и Толкин, Фонстад исходила из предпосылки, что карты являются «объективными фактами», а задача картографа состоит в том, чтобы «собрать и согласовать» всю доступную информацию. Дэниелсон похвалил Фонстад за то, что ей удалось привести путешествие компании Торина в соответствие с изображением Эриадора на уже опубликованной карте в повести «Хоббит, или Туда и обратно», что самого Толкина поставило в тупик. Также Дэниелсон отметил, что Фонстад создала «самый полный набор» тематических карт Средиземья, включающих в себя данные о политических границах, климате, плотности населения, путях передвижения персонажей и целых армий.

## Издания на других языках
«Атлас Средиземья» переведён на испанский, итальянский, чешский, немецкий, польский, венгерский, португальский, французский и японский языки.
- Atlas de la Tierra Media, редактор Timun Mas Narrativa (1993)  (исп.)
- L'atlante della Terra-di-mezzo di Tolkien, редактор Rusconi Libri, перевод Isabella Murro (1997) (итал.)
- Atlas Středozemě, редактор Mladá fronta, перевод Stanislava Pošustová-Menšíková (1998) (чешск.)
- Historischer Atlas von Mittelerde, редактор Klett-Cotta, перевод Hans J. Schütz (2001) (нем.)
- Atlas Śródziemia редактор Wydawnictwo Amber, перевод Tadeusz Andrzej Olszański (2016) (пол.)
- Középfölde atlasza, редактор Cicero, перевод Gabriella Buki, Tamás Füzessy, Balázs Tallian (2017) (венг.)
- O Atlas da Terra-média, HarperCollins Brasil, перевод Cristina Casagrande (2022) (порт.)
- L'Atlas de la Terre du Milieu, Bragelonne, перевод Daniel Lauzon (2022) (фр.)